# René Janssen
René A.J. Janssen (Roermond, 1959) is een Nederlands hoogleraar Moleculaire Materialen en Nanosystemen aan de Technische Universiteit Eindhoven.

## Biografie
Janssen promoveerde in 1987 aan de TU Eindhoven. Hierna deed hij postdoc-onderzoek in de Verenigde Staten. Aan de Universiteit van Californië - San Diego werkte hij samen met de latere Nobellaureaat Alan Heeger, pionier op het gebied van geleidende polymeren. In 1988 keerde Janssen terug naar Eindhoven waar hij in 2000 werd benoemd tot hoogleraar.
In Eindhoven doet Janssen en zijn team vooral onderzoek naar zonnecellen en dan met name organische zonnecellen. Waar gewone zonnecellen gemaakt worden van silicium (of andere halfgeleidermaterialen) worden organische zonnecellen gemaakt van polymeren (plastics). Dit onderzoek bevindt zich op het raakvlak van zowel de natuurkunde als de scheikunde. Daarnaast richt hij zich ook op het opslaan van zonne-energie uit zonnecellen.
In 2013 ontving Janssen reeds 2,5 miljoen euro van de Europese onderzoeksraad voor de ontwikkeling van methodes om zonnecellen te maken tegen lagere kosten. In 2015 behoorde hij tot de groep van vier wetenschappers die met de Spinozapremie werden onderscheiden. Met de premie wil hij dieper ingaan op het opslaan van zonne-energie en nader onderzoek doen naar perovskiet zonnecellen. Sinds 2011 is Janssen lid van de Koninklijke Nederlandse Akademie van Wetenschappen (KNAW).